# Deutsch-kenianische Beziehungen
Die Deutsch-kenianische Beziehungen werden vom Auswärtigen Amt als „eng und partnerschaftlich“ beschrieben. Deutschland war 1963 das erste Land, das Kenia diplomatisch anerkannte.

## Geschichte
In der zweiten Hälfte des 19. Jahrhunderts wurde das heutige Kenia von deutschen Missionaren und Forschern wie Johannes Rebmann, Richard Brenner, Johann Maria Hildebrandt und Clemens Denhardt bereist. Letzterer brach von Lamu zu einer Expedition nach Witu auf und bot dem Sultan der Swahili 1885 einen Freundschafts- bzw. Schutzvertrag mit dem Deutschen Reich an. Einen Teil der Gebiete, die von Clemens Denhardt „erworben“ wurden, verkaufte dieser im Juli 1886 an den Präsidenten des Deutschen Kolonialvereins, Hermann zu Hohenlohe-Langenburg, der die Deutsche Witu-Gesellschaft mit sich selbst als Vorsitzendem des Verwaltungsrates gründete. Die Gesellschaft war jedoch der Rivalität mit der Imperial British East Africa Company nicht gewachsen und wurde schließlich durch die Deutsch-Ostafrikanische Gesellschaft übernommen. 
Der kenianische Ort Taveta gehörte zu Deutsch-Ostafrika und wurde 1890 den Briten zugesprochen und wurde ein Teil von Britisch-Ostafrika.
1952 errichtete die Bundesrepublik Deutschland (BRD) ein Generalkonsulat in Britisch-Ostafrika. Nach der Unabhängigkeitserklärung Britisch-Ostafrikas als Staat Kenia 1963 war die BRD der erste Staat, der die Unabhängigkeit anerkennt. Noch im selben Jahr wurde ein Goethe-Institut in Nairobi eröffnet und im folgenden Jahr wurde eine kenianische Botschaft in Bonn etabliert. 1974 nahm die Konrad-Adenauer-Stiftung ihre Arbeit in Kenia auf. 1975 begann Kenia auch diplomatische Beziehungen mit der Deutschen Demokratischen Republik (DDR).
Nach der deutschen Wiedervereinigung verlegte Kenia seine Botschaft von Bonn nach Berlin. Im Juli 2011 besuchte die deutsche Bundeskanzlerin Angela Merkel Kenia. Sie führte Gespräche mit Präsident Mwai Kibaki und Premierminister Raila Odinga. Im April 2016 besuchte der kenianische Präsident Uhuru Kenyatta Berlin. Bundespräsident Frank-Walter Steinmeier besuchte Nairobi im Februar 2020 und führte Gespräche mit Präsident Kenyatta.

## Wirtschaftlicher Austausch
Das bilaterale Handelsvolumen zwischen beiden Staaten belief sich im Jahre 2021 auf 421 Millionen Euro. Deutschland exportiert vorwiegend chemische und industrielle Erzeugnisse (Solar- und Windtechnik, Maschinen sowie Autos) und importiert im Gegenzug vorwiegend Agrarerzeugnisse (Schnittblumen, Tee, Kaffee und Gemüse). Knapp 100 deutsche Unternehmen sind in Kenia aktiv und betreiben von Nairobi aus häufig ihr Regionalzentrum für ganz Ostafrika. Beide Länder haben ein Doppelbesteuerungsabkommen (1979) und ein Investitionsschutzabkommen (2000) abgeschlossen.
2017 wurde eine kenianisch-deutsche Berufsbildungsinitiative ins Leben gerufen, bei der drei Exzellenzzentren für berufliche Bildung entwickelt werden. Der Initiative haben sich Unternehmen und Verbände angeschlossen und bis 2021 konnten 140.000 Lehrkräfte, Jugendliche und Kleinunternehmer von ihr profitieren.
Deutsche zählen zu den größten ausländischen Touristengruppen in Kenia. 2021 besuchten 27.000 Deutsche das Land.

## Entwicklungszusammenarbeit
Deutschland leistet in Kenia Entwicklungshilfe mit Schwerpunkt auf Landwirtschaft, Gesundheit, Wasser, Energie und nachhaltige Wirtschaftsentwicklung bzw. Jugendbeschäftigung. Für 2017/18 wurden Hilfen in Höhe von 252 Mio. Euros zugesagt, was den Wert deutscher Importe aus Kenia zum selben Zeitpunkt überstieg. In der Klimahilfe ist Deutschland wichtigster ausländischer Geldgeber geworden.

## Kultur und Bildung
Der Deutsche Akademische Austauschdienst, das Goethe-Institut und viele weitere kulturelle und gesellschaftliche Organisationen sind in Kenia aktiv. Die Deutsche Schule Nairobi wurde 1969 gegründet und führt als deutschsprachige Auslandsschule bis zum Abitur. 2020 wurde Deutsch zu einem Wahlfach an kenianischen Schulen.
In der deutschen Kulturlandschaft wurde das Land auch durch den autobiografischen Roman Nirgendwo in Afrika (1995) der Autorin Stefanie Zweig bekannt. Der Roman wurde 2001 von Caroline Link unter dem gleichen Namen verfilmt und wurde im Jahr 2003 mit einem Oscar in der Kategorie Bester fremdsprachiger Film ausgezeichnet. Ebenfalls bekannt wurde das ebenfalls autobiografisch geprägte Buch Die weiße Massai, welches 1998 erschien und 2005 verfilmt wurde. Die Autorin Corinne Hofmann schildert darin ihre vierjährige Ehe mit einem Samburukrieger in einer ländlichen Gegend in Kenia, welche an kulturellen Unterschieden zerbricht.

## Diplomatische Standorte
- Deutschland hat eine Botschaft in Nairobi,[10] die außerdem für die diplomatischen Beziehungen zu Somalia und den Seychellen zuständig ist.
- Kenia hat eine Botschaft in Berlin.[11]

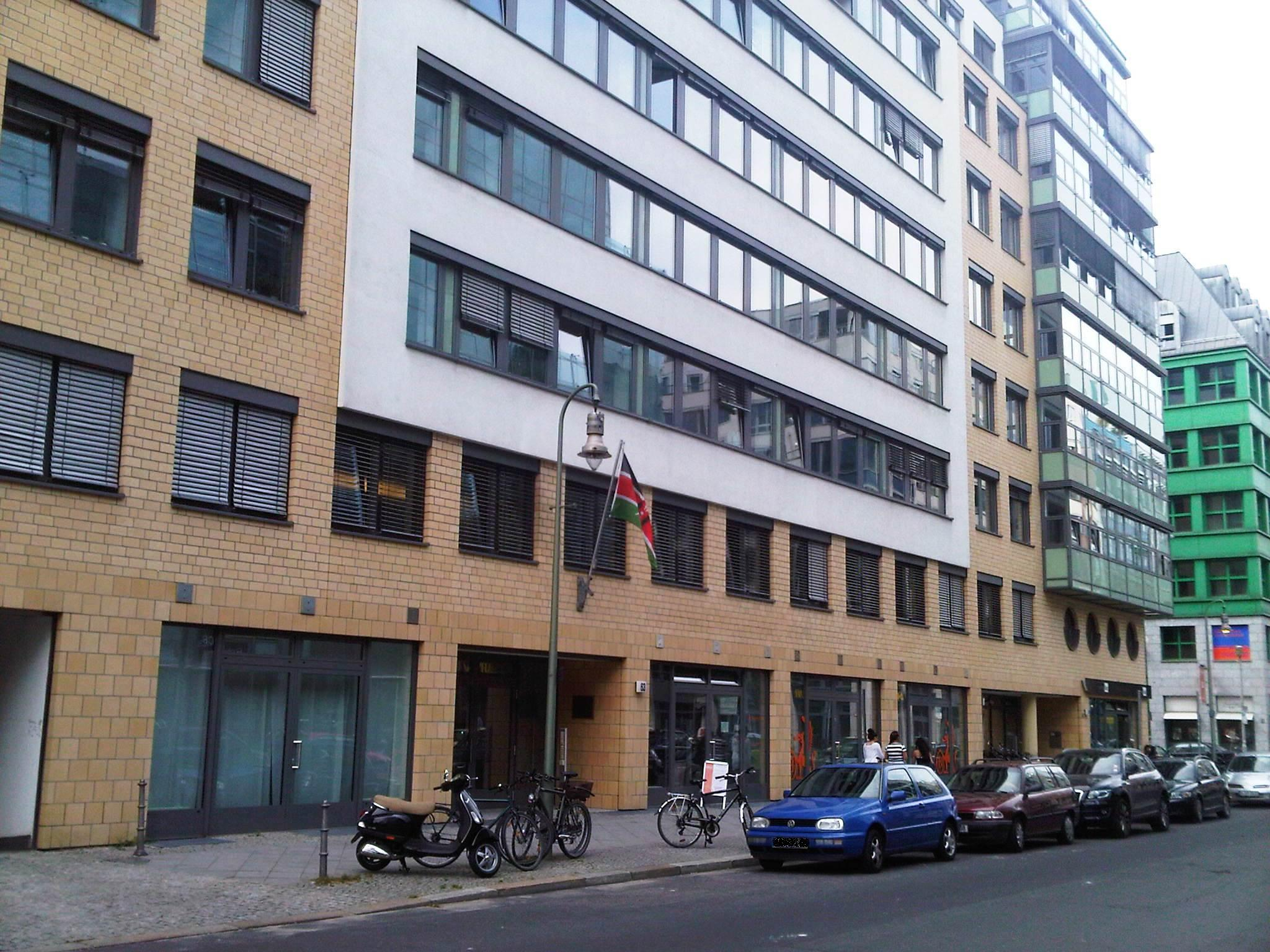
Die kenianische Botschaft in Berlin.